# 12-O-テトラデカノイルホルボール 13-アセタート
12-O-テトラデカノイルホルボール 13-アセタート（12-O-Tetradecanoylphorbol 13-acetate: TPA）はトウダイグサ科の植物由来のジテルペンで、ホルボールのジエステルにあたる。ホルボール 12-ミリスタート 13-アセタート（Phorbol 12-myristate 13-acetate, PMA）とも呼ばれる。TPAは強力な発がんプロモーターであり、プロテインキナーゼC (PKC) の下流のシグナル伝達経路を活性化させるための試薬としてよく用いられている。
強力な発がんプロモーション活性を持つハズ油（クロトン油）の主要活性成分として、1967年にHeckerによって、1969年にVan Duurenによってそれぞれ独立に分離された。この成分をHeckerは12-O-tetradecanoylphorbol-13-acetate (TPA) と命名し、Van Duurenはphorbol-myristate-acetate (PMA) と呼んだため、両者の名称が現在まで共に使用されている。
TPAは、生理的条件下でPKCを活性化するジアシルグリセロールと、共通のファーマコフォアを有している。ジアシルグリセロールは細胞内では、すぐにジアシルグリセロールキナーゼによるリン酸化などの代謝を受け不活性化するが、TPAは代謝を受けにくく細胞内に長く留まりPKCを活性化する。
ROS生物学において、マウスマクロファージにおいてTPAによって誘導されるがイオノマイシンには誘導されない主要な活性酸素種としてスーパーオキシドが同定されている。したがって、TPAは内因性スーパーオキシド産生の誘導剤として一般的に用いられてきた。
TPAはまた、イオノマイシンと共に、T細胞の活性化、増殖、サイトカイン産生を刺激するために一般的に使用されており、これらのサイトカインの細胞内染色のためのプロトコルにおいて用いられている。
TPAは細胞遺伝学的検査においてB細胞特異的分裂促進因子としてがん診断において使用されている。TPAは慢性骨髄性白血病といったB細胞がんの細胞遺伝学的診断でB細胞の分裂を刺激するために使用される。
TPAはまた、血液がんの治療薬として研究されており、2015年12月、Rich Pharmaceuticals社がアメリカ食品医薬品局（FDA）から急性骨髄性白血病（AML）/骨髄異形成症候群（MDS）に対する第1相ならびに第2相臨床試験について認可された。